# 스기이 히카루
스기이 히카루(杉井 光, 1978년 -)는 일본의 라이트 노벨 작가이다. 도쿄도 이나기시 출신.

## 약력
고교 졸업 후 프리터를 6년, 니트족을 3년 경험. 이 때, 아마추어 밴드에서 키보드를 담당했다. 특기는 요리와 마작. 《화목의 무녀》로 제12회 전격 소설 대상 은상을 수상하여 작가 데뷔. 공식 사이트에서 자신의 직업을 '소설가·니트'라고 하고 있다.

## 평가
2008년 이후 상당한 속필로 알려져, 2008년 5월부터 10월까지 6개월 연속으로 신간을 출판하는 기록을 세우기도 했다. 또한 라이트 노벨 작가들은 보통 데뷔한 레이블에서만 하나 또는 두 개씩 연재하는 경우가 많은데, 그는 이례적으로 여러 출판사에서 여러 시리즈를 병행해서 연재하고 있다.
다소 우유부단하며 내성적인 소년을 주인공으로 한 1인칭 시점의 작품이 많고, 그 캐릭터의 외모나 말투가 다른 시리즈와 비슷한 특징이 있다. 이것은 작가 본인이 스타 시스템의 일종이라고 인정하고 있다. 현대에서 판타지, 비극에서 코미디까지 넓은 작풍을 갖고 있다.

## 작품 목록
- 전격 문고
  - 화목의 무녀(火目の巫女) 시리즈 (2006년 2월 ~ )
  - 하느님의 메모장(神様のメモ帳) 시리즈 (2007년 1월 ~ )
  - 안녕 피아노 소나타(さよならピアノソナタ) 시리즈 (2007년 11월 ~ 2009년 10월)
  - 악성소녀(楽聖少女) (2012년 5월 ~ )
- 이치진샤 문고
  - 사도안의 이타카(死図眼のイタカ) (2008년 5월)
  - 사쿠라 패밀리어!(さくらファミリア!) 시리즈 (2008년 8월 ~ )
  - 시온의 혈족(シオンの血族) 시리즈 (2010년 3월 ~ )
- 바케라노!(ばけらの!) 시리즈 (GA 문고, 2008년 9월 ~ )
- 검의 여왕과 낙인의 아이(剣の女王と烙印の仔) 시리즈 (MF문고 J, 2009년 4월 ~ 2011년 11월)
- 모든 사랑이 용서받는 섬(すべての愛がゆるされる島) (미디어 웍스 문고, 2009년 12월)
- 끝나는 세계의 앨범(終わる世界のアルバム) (아스키 미디어 웍스 단행본, 2010년 10월)
- 꽃피는 에리얼포스(花咲けるエリアルフォース) (가가가 문고, 2011년 2월)
- 학생회탐정 키리카(生徒会探偵キリカ) 시리즈 (고단샤 라노베 문고, 2011년 12월)